# آموس توماس (سياسي)
آموس توماس (بالإنجليزية: Amos Thomas)‏ هو سياسي أمريكي، ولد في 30 مارس 1826. حزبياً، نشط في الحزب الجمهوري. وقد انتخب عضو جمعية ولاية ويسكونسن.